# 安聯體育場 (美國)
安聯運動場（Allianz Field）是一座位於美國明尼蘇達州聖保羅的足球專用體育場，是美國職業足球大聯盟明尼蘇達聯FC的主場。2015年10月23日，球隊老闆宣布明尼蘇達聯FC將在35英畝的聖保羅巴士站點興建一座體育場。體育場於2019年4月13日啟用，可容納19,400人。

## 外部連結
- 官方網站 （页面存档备份，存于）

| 前任： TCF銀行體育場 | 明尼蘇達聯FC的主場 2019–至今 | 繼任： 目前的主場 |